# Димитър Кьорнаков
Димитър Кьорнаков (на македонска литературна норма: Димитар Ќорнаков) е историк на изкуството от Северна Македония.

## Биография
Димитър Корнаков е роден в 1927 година в гевгелийското село Стояково, тогава в Кралството на сърби, хървати и словенци. Основното си образование завършва в Стояково, а след това учи в Битолската семинария, в Софийската семинария и завършва гимназия в Струмица. Завършва Философския факултет на Скопския университет, групата по история на изкуствата. Получава докторска степен от Белградския университет на тема „Творчеството на мияшките резбари на Балканите от края на XVIII и XIX век“.
Участва в комунистическата съпротива през Втората световна война – в Девета бригада, а след това е назначен за първи македонски учител във Валандово в 1944 година.
Повече от 35 години Кьорнаков работи в Републиканския институт за защита на паметниците на културата като историк на изкуството, като дълги години е негов директор. Последните години от трудовия си стаж работи в Института за старославянска култура в Прилеп. Със стипендия на италианското правителство специализира в Рим, в Централния институт за реставрация, в 1962 и 1963 година. Изучава творчеството на мияшките резбари в църквите и манастирите на Балканския полуостров: Югославия, България, Гърция, Албания и Косово, както и творчеството на епирските резбари в Епир, Тесалия, Пелион, Метеора. В 1984 и 1987 година изучава резбованите иконостаси в повечето манастири на Света гора. Ръководи големи научни проекти за Полошкия манастир, Слепченския манастир, Зързенския манастир, „Свети Архангели“ във Варош, „Света Богородица Перивлепта“, „Света Богородица Каменско“ и други църкви и манастири на Република Македония. Пише в списанията „Културно наследство”, „Балканославика”, „Известия на Музея на Македония“, „Пелагонитиса” и други. Автор е на много монографии.

## Монографии
- Македонски манастири, Матица, Скопје, 2009
- Македонска резбa, Матица, Скопје, 2009
- Царски двери, Матица, Скопје, 2009
- Копаничарот Димитар Станишев од Крушево, Матица, Скопје, 2009
- Од Рождество до Распетие и Воскресение, Матица, Скопје, 2009
- Царски двери, Матица, Скопје, 2008
- Слимнички манастир „Рождество на Пресвета Богородица“, Сливница, Преспа, 2007
- Полошки манастир Св. Ѓорѓи, Матица македонска, Скопје, 2006
- Македонски манастири, Матица македонска, Скопје, 2005
- A Guide to the Macedonian Monasteries, Matica, Skopje, 2005
- Андон Китанов и неговите царски двери во Гевгелиско,
- Цркви и манастири во Тиквешијата, Матица македонска, Скопје, 2001[2]
- Цркви и манастири во Јужновардарска Долина (Дојранско, Валандовско и Гевгелиско), Матица македонска, Скопје, 2000
- Мијачките копаничари и нивните резбарски школи. Еден милениум наука и уметност во Македонија, Универзитет „Св. Кирил и Методиј“, Скопје, 2000
- Од Првиот грев до Страшниот суд, Матица македонска, Скопје, 1999
- Резбарски центри во Македонија, Матица македонска, Скопје, 1998
- Петре Гарката, „Ѓурѓа“, Скопје, 1998[3]
- Македонски манастири, Матица македонска, Скопје, 1996
- Македонска резба (второ издание), Мисла, Скопје, 1994
- Манастир Свети Јован Бигорски, Скопје, 1994  (съавтор)
- Резбите во манастирот Св. Богородица Пречиста-Кичевска, Света Пречиста Кичевска, Скопје, 1990 (съавтор)
- Македонска резба, Мисла, Скопје, 1988[4]
- Творештвото на мијачките резбари на Балканот од крајот на XVIII и XIX век, Прилеп, 1986
- Резбарството во Македонија, Прилеп, 1986
- Иконостасот во црквата Св. Наум Охридски. Наум Охридски. Наум Охридски, Охрид, 1985 (съавтор)[5]
- Makedonisk träsnidarkonst, Stockholm, 1982
- Споменици на културата на Македонија (трето проширено издание), Скопје, 1980 (съавтор)
- La sculpture sur bois de Macédoine du XIVe au XXe siècle, Bruxelles, 1980
- Macedonian Wood – Engraving, Skopje, 1980
- Houtsnijkunst uit Macedonië van de 14e tot de 20e eeuw., Brussel, 1980[6]
- Споменици на културата во СР Македонија (второ издание), Скопје, 1971 (съавтор)
- Свети Климент у Охриду, Издавачки завод „Југославија“, Београд, 1967[7]
- Споменици на културата во НР Македонија, Скопје, 1961 (съавтор)[8]